# Henry Wellcome
Sir Henry Solomon Wellcome, född 21 augusti 1853, död 25 juli 1936, var en amerikansk-brittisk läkemedelsentreprenör. Han grundade läkemedelsföretaget Burroughs Wellcome & Company tillsammans med sin kollega Silas Burroughs 1880, som är ett av de fyra stora företagen som slutligen går samman för att bilda GlaxoSmithKline. Han lämnade en stor mängd pengar till välgörenhet i sitt testamente, som användes för att bilda Wellcome Trust, en av världens största medicinska välgörenhetsorganisationer. Han var en ivrig samlare av medicinska artefakter som nu visas på Wellcome Collection.

## Biografi

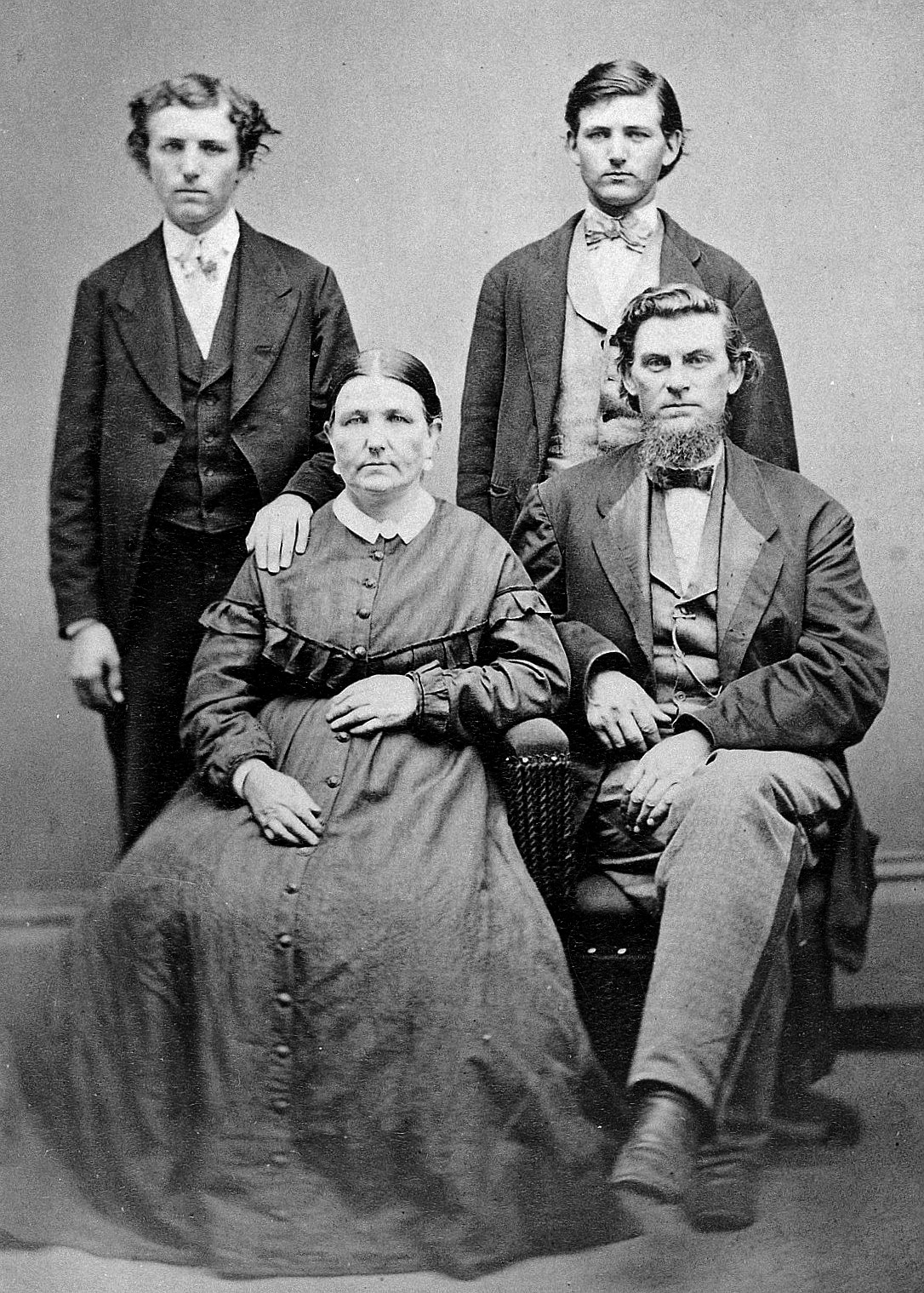
Wellcome familjeporträtt, ca. 1875–1877. Henry står till vänster. Okänd fotograf. The Wellcome Collection, London.

Wellcome föddes i vad som senare skulle bli Almond, Wisconsin, son till SC Wellcome, en kringresande missionär som reste och predikade, och Mary Curtis Wellcome. Han hade tidigt ett intresse för medicin, särskilt marknadsföring. Hans första produkt, vid 16 års ålder, var osynligt bläck (i själva verket bara citronsaft), som han annonserade i Garden City Herald. Han växte upp med en strikt religiös uppfostran, särskilt med hänsyn till nykterhetsrörelsen. Hans far var en stark medlem av Advent Christian Church. Han var frimurare.

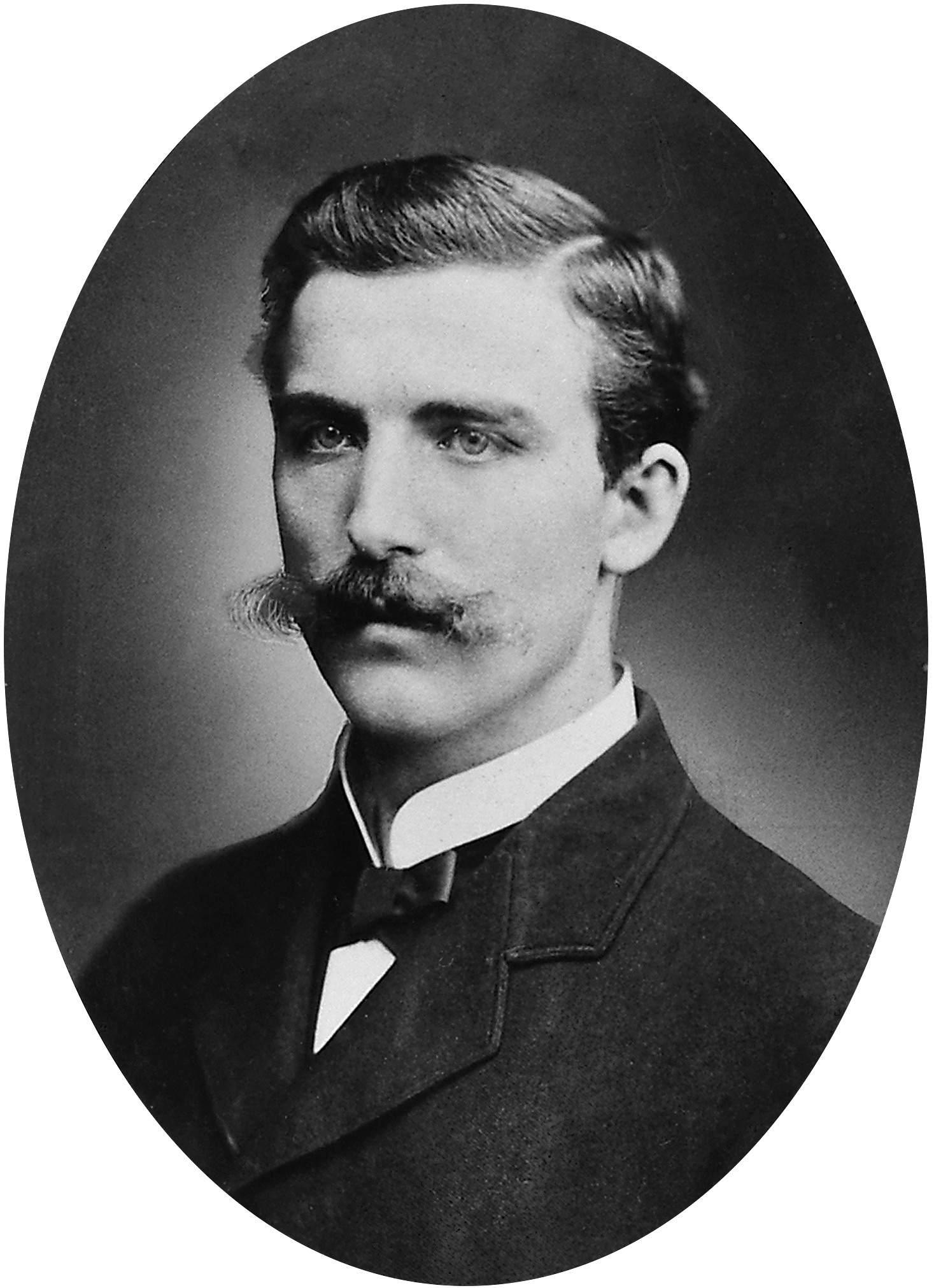
Henry Välkommen 1880.

1880 etablerade Wellcome läkemedelsföretaget Burroughs Wellcome & Company, tillsammans med sin kollega Silas Mainville Burroughs. De introducerade försäljningen av medicin i tablettform i England undervarumärket "Tabloid". Tidigare hade mediciner mest sålts som pulver eller vätskor. Burroughs och Wellcome introducerade också direktmarknadsföring till läkare och gav ut gratisprover. År 1895 dog Burroughs, 48 år gammal. Under Wellcomes ledning blomstrade företaget och Wellcome startade flera nya forskningslaboratorier. 1924 konsoliderade Wellcome alla sina kommersiella och icke-kommersiella aktiviteter i ett holdingbolag, The Wellcome Foundation Ltd.

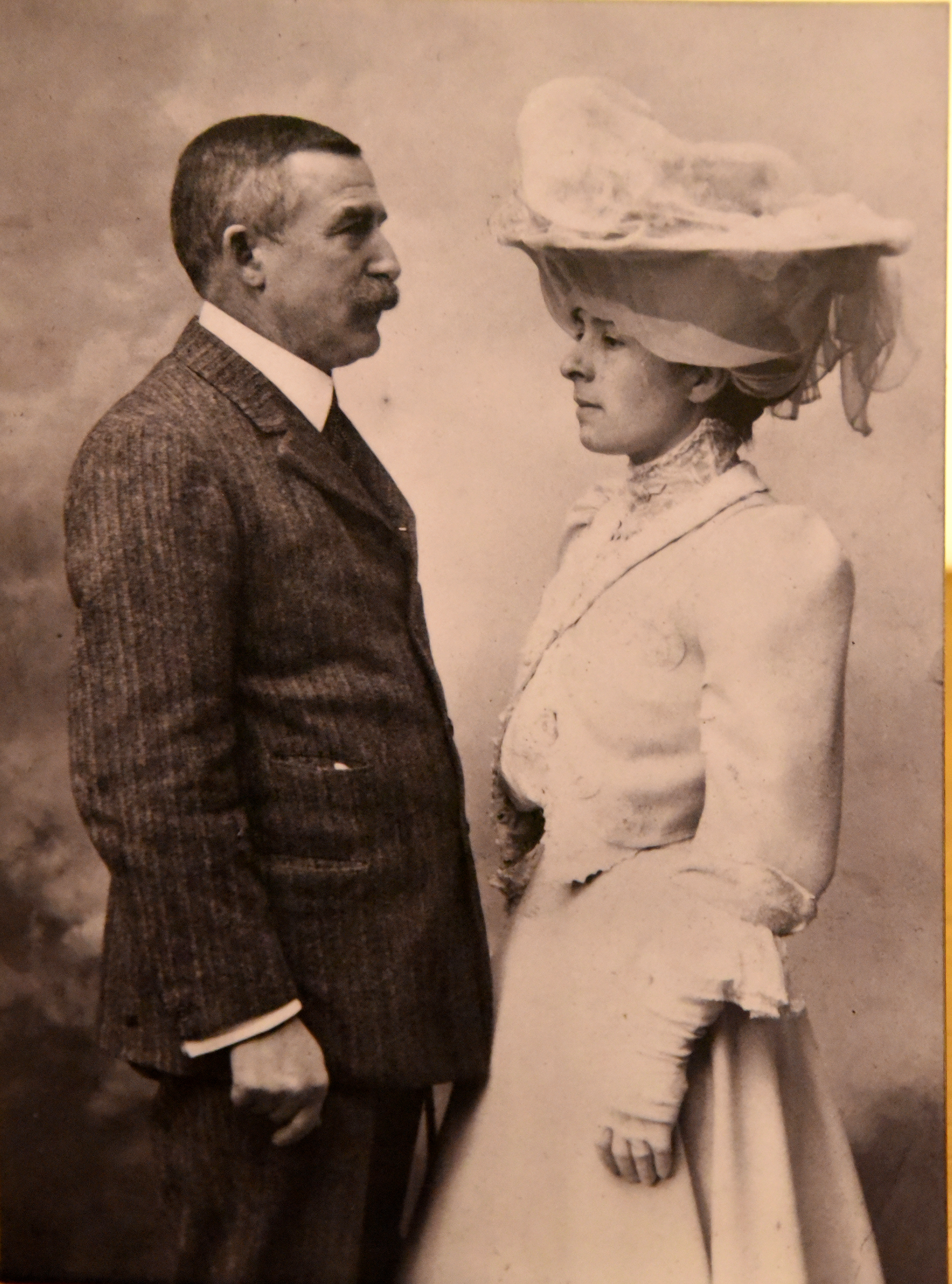
Henry Wellcome och hans fru Syrie, ca. 1902. Okänd fotograf. The Wellcome Collection, London.

1901 gifte sig Wellcome med Gwendoline Maud Syrie Barnardo, dotter till barnhemsgrundaren Thomas John Barnardo. De fick ett barn, Henry Mounteney Wellcome, född 1903, som skickades till fosterföräldrar vid ungefär tre års ålder på grund av att han var sjuklig, och att hans föräldrar tillbringade mycket tid på resande fot. Äktenskapet var inte lyckligt, och 1909 separerade paret. Efter det hade Syrie (som hon var känd) flera andra förhållanden, bland annat med varuhusmagnaten Harry Gordon Selfridge, och författaren William Somerset Maugham, med vilken hon fick ett barn (Mary Elizabeth) och senare gifte sig med.
Wellcome dog 1936, vid 82 års ålder, i lunginflammation på The London Clinic. Vid hans död bildades Wellcome Trust.

### Arv
I sitt testamente lämnad Wellcome hela aktiekapitalet i sitt företag till enskilda förvaltare. Wellcome Trust är nu en av världens största privata biomedicinska välgörenhetsorganisationer.
Den första biografin om Wellcome beställdes av Wellcome Trust 1939, av AW Haggis, anställd på Historical Medicine Museum. Förvaltarna var dock missnöjda med det slutliga utkastet från 1942, och biografin publicerades aldrig, även om utkasten är fritt tillgängliga för konsultation på Wellcome Library.
En biografi om Wellcome skrevs av Robert Rhodes James och publicerades 1994. 2009 publicerades An Infinity of Things: How Sir Henry Wellcome Collected the World, skriven av Frances Larson, av Oxford University Press, efter att både Wellcomes personliga och affärsmässiga tidningar hade katalogiserats.

## The Wellcome Trust
Efter Wellcomes död användes inkomsterna från stiftelsen, till en början via utdelningar, senare via mer skatteeffektiva sätt, för att finansiera Wellcome Trust, som gav donationer till farmakologiska avdelningar för att utbilda och träna framtidens forskare. Efter ändringar i brittisk välgörenhetslagstiftning såldes stiftelsen till GSK och intäkterna investerades i en bred portfölj. Stiftelsen blev sedan den största välgörenhetsorganisationen i Storbritannien och sköt till finansiering till fokusområden som biomedicinsk vetenskap, tekniköverföring, offentligt engagemang och bioetik. Bidrag och stipendier är tillgängliga med mål att omsätta forskning till användbara hälsoprodukter. Fonden spenderar för närvarande över $600 miljoner om året i medicinsk forskarutbildning.

Porträtt av Henry Wellcome av Hugh Goldwin Rivière, 1906. En del av Wellcome Collection.

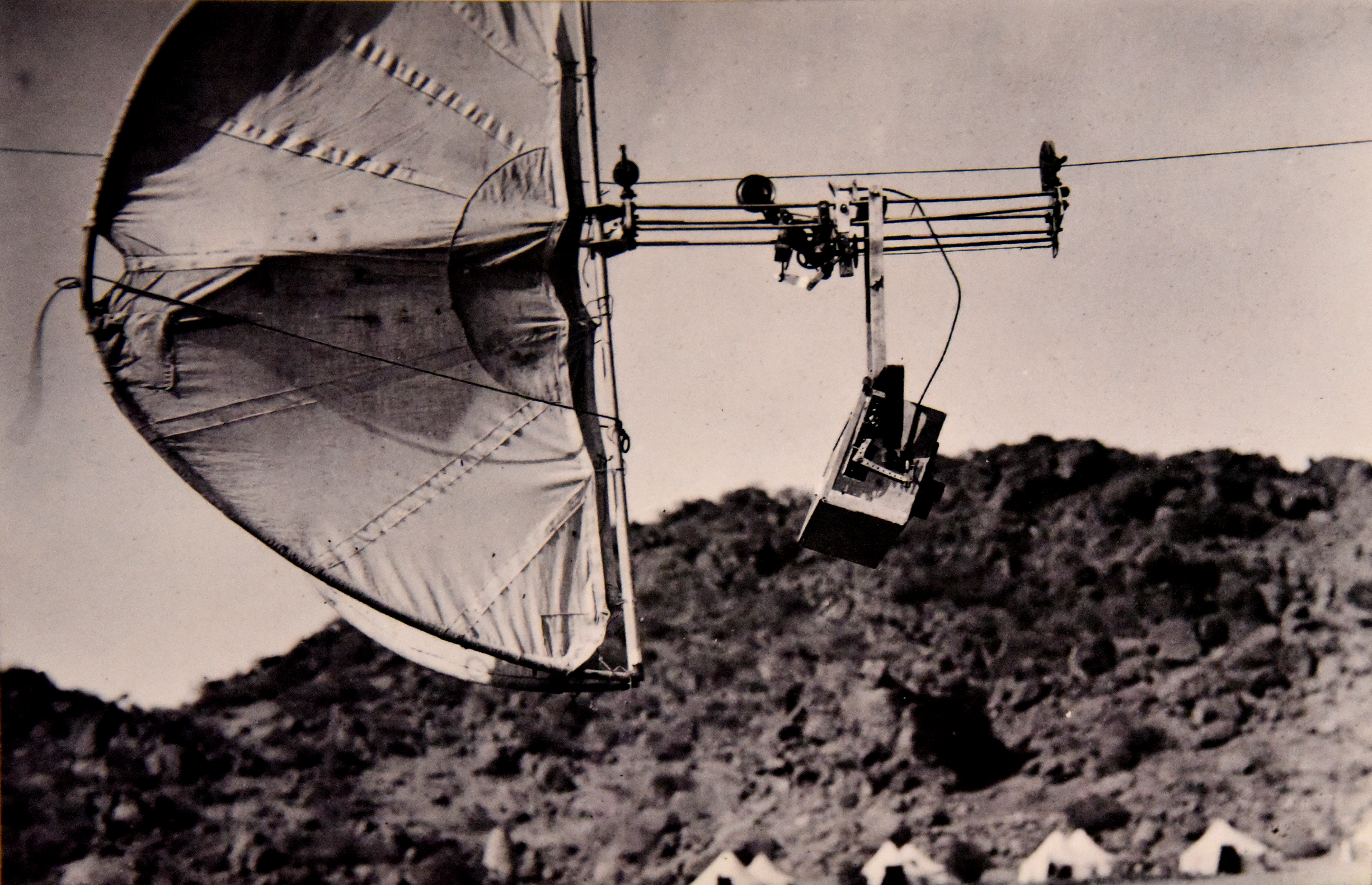
Henry Wellcomes fotografiska automatiska flygkamera för drakevagn som användes vid Jebel Moya, Sudan, 1912–1913. Okänd fotograf. The Wellcome Collection, London.

Wellcome hade en passion för att samla medicinskt relaterade artefakter, i syfte att skapa ett museum. Han köpte in allt som har med medicin att göra, inklusive Napoleons tandborste, som visas på Wellcome Collection. Vid tiden för hans död fanns det 125 000 medicinska föremål i samlingen. Det fanns även icke-medicinska föremål, men de flesta av dessa skingrades efter hans död. Han var också en angelägen arkeolog, särskilt grävde han under många år i Jebel Moya, Sudan, där han anställde 4000 personer för att gräva. Han var en av de första utredarna som använde drakflygfotografering på en arkeologisk plats, med kvarvarande bilder tillgängliga i Wellcome Library.
Delar av Wellcomes samling har ställts ut i Science Museum, London, sedan 1976, och i Wellcome Collection som utställningen "Medicine Man" sedan 2007. Hans samling av böcker, målningar, teckningar, fotografier och andra medier finns att beskåda på Wellcome Library. 2003 regisserade bröderna Quay en kort animerad film som hyllning till samlingen med titeln The Phantom Museum.

## Bilder

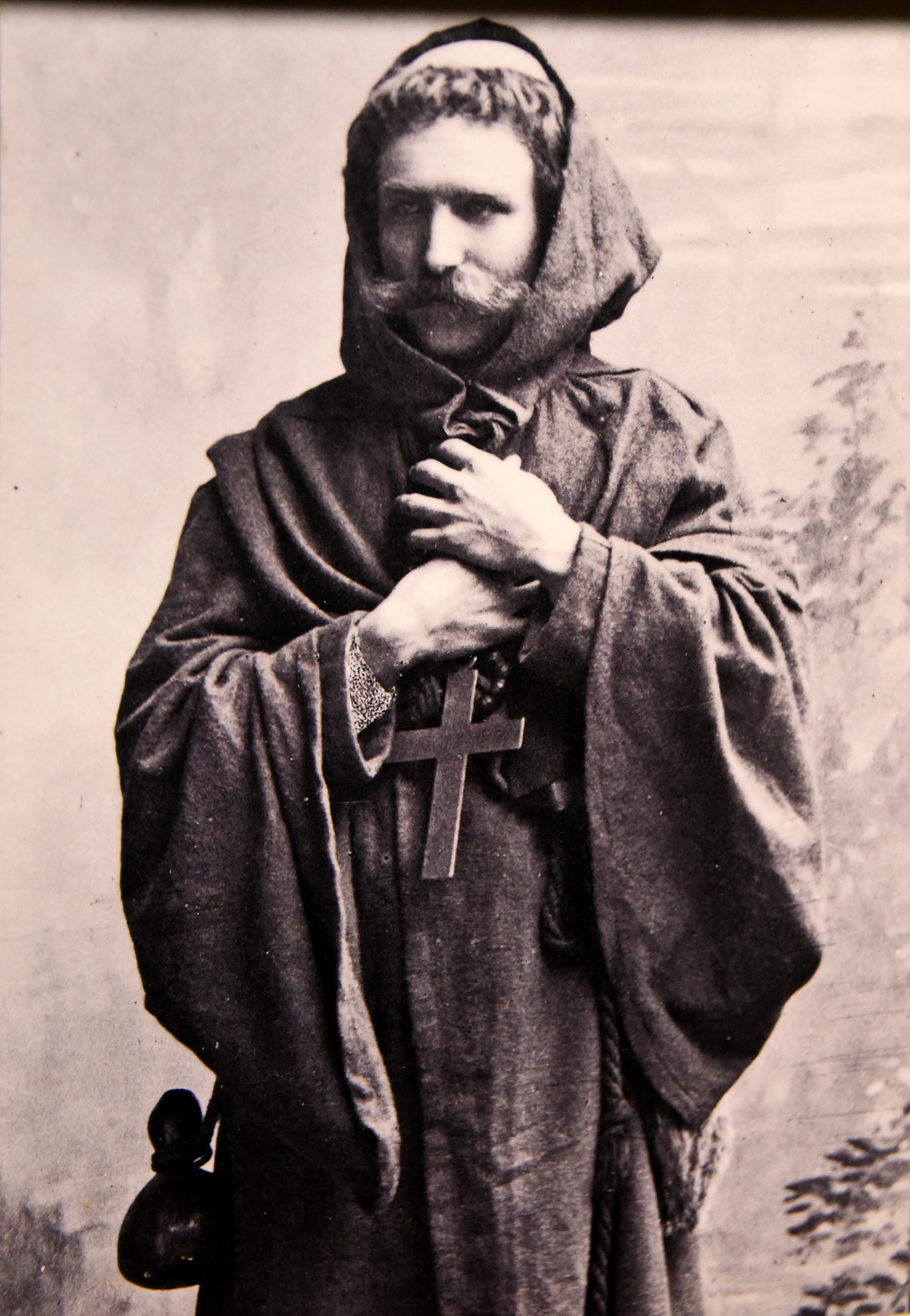
Porträtt av Henry Wellcome i en munkkostym, ca. 1885. Okänd fotograf. The Wellcome Collection, London.
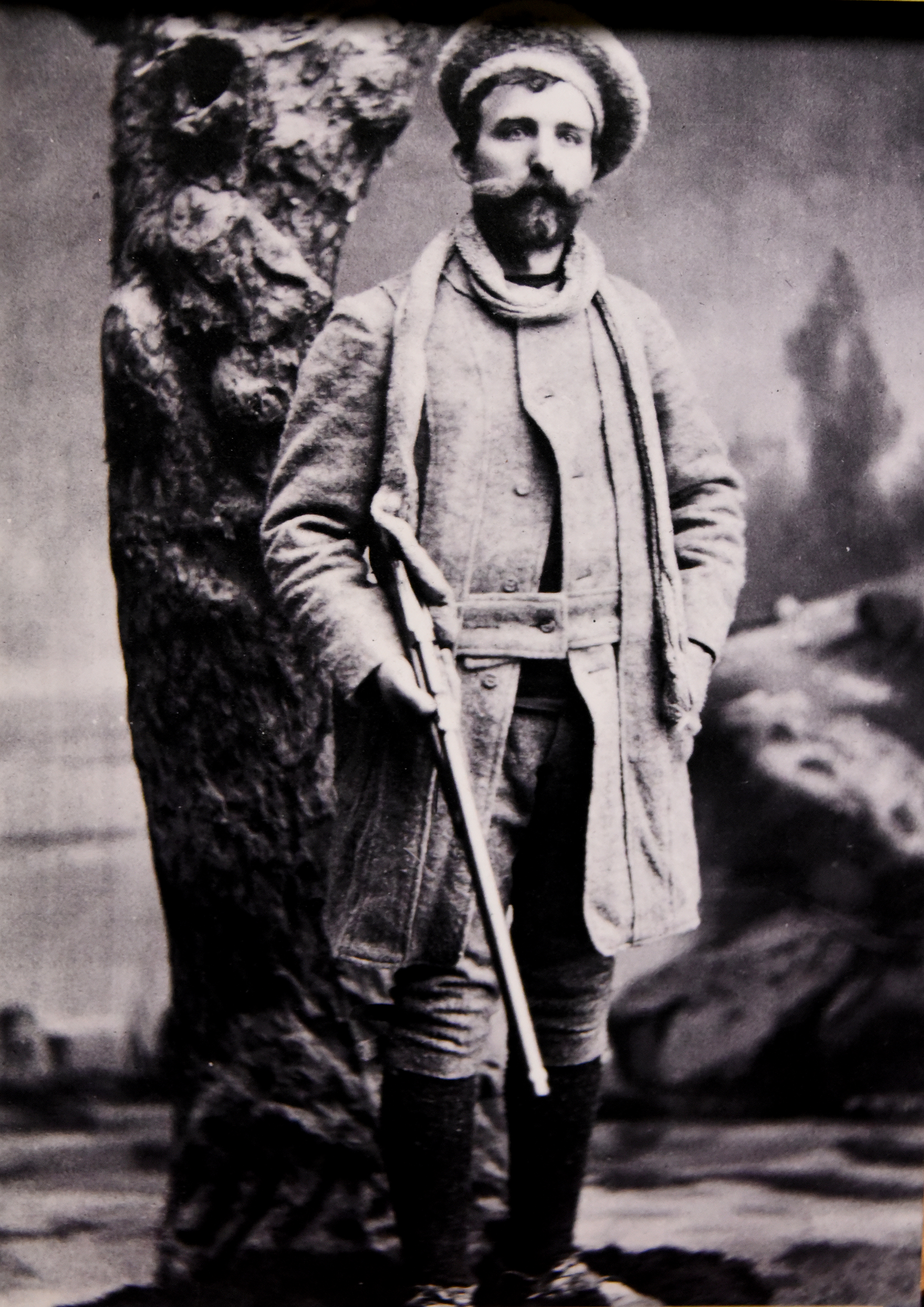
Porträtt av Henry Wellcome i jaktkläder, ca. 1885. Okänd fotograf. The Wellcome Collection, London.
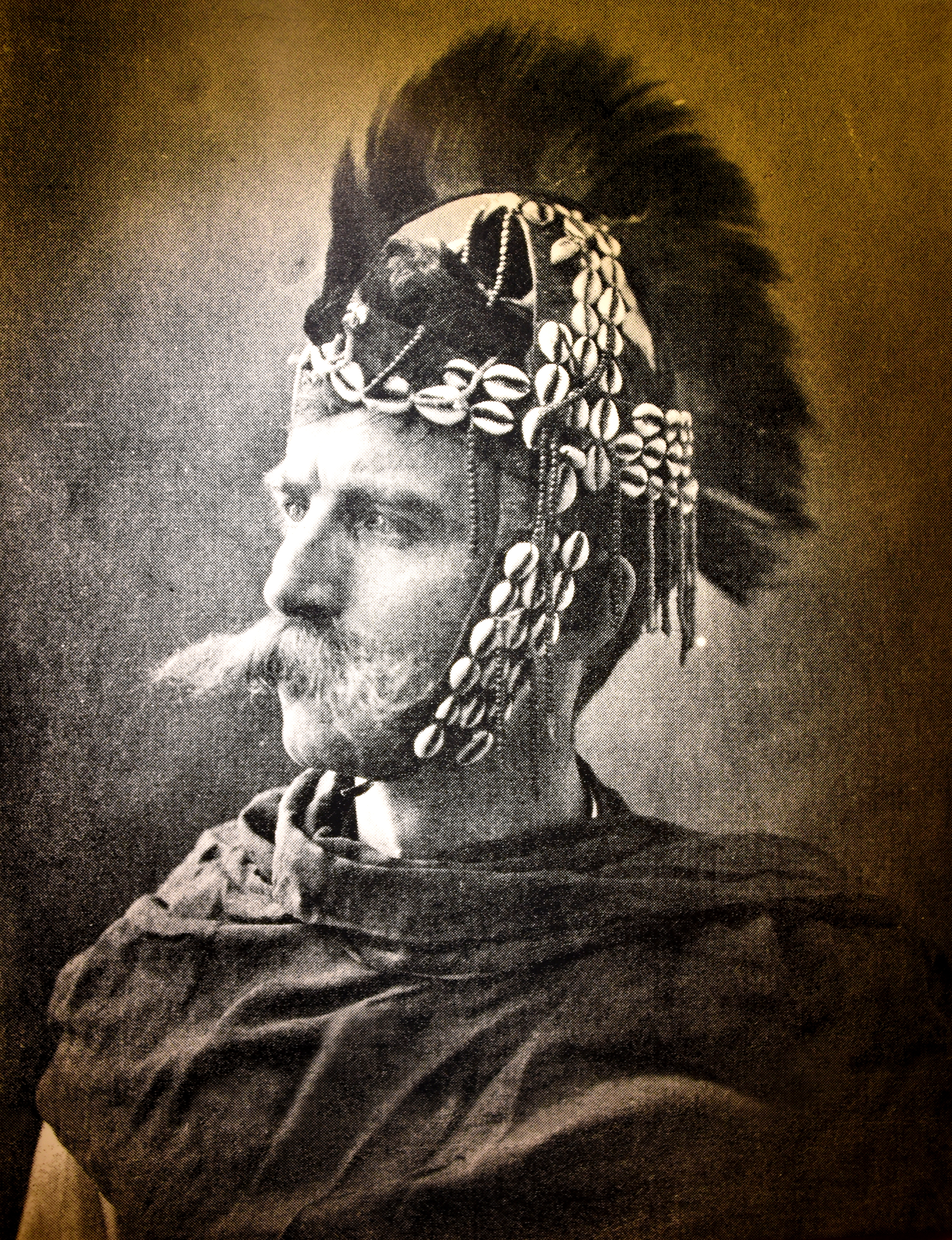
Henry Wellcome i snygg dräkt, ca. 1885. Okänd fotograf. The Wellcome Collection, London.
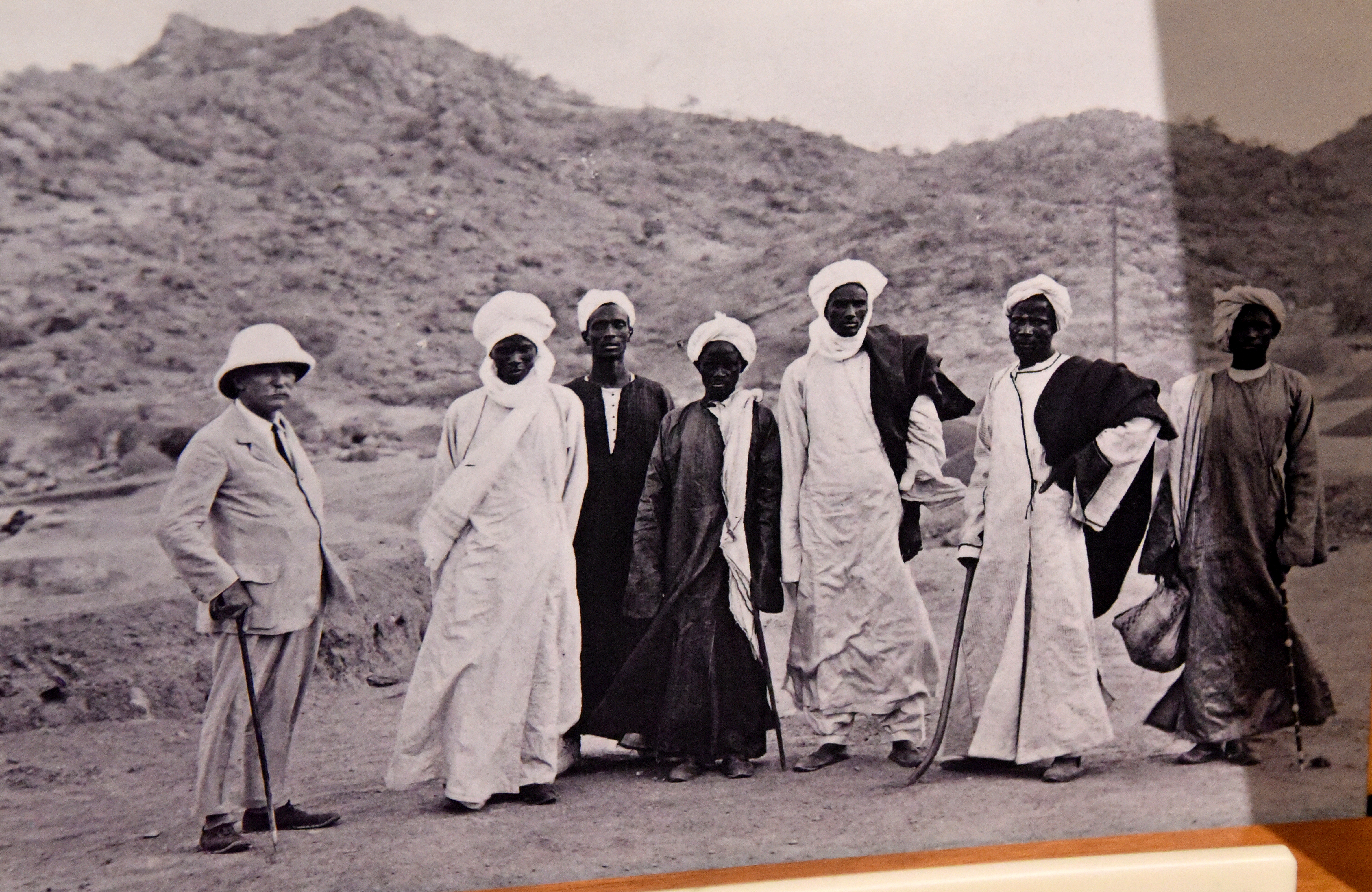
Henry Wellcome tillsammans med Sultanen av Socota, Jebel Moya, Sudan, ca. 1912. Okänd fotograf. The Wellcome Collection, London.
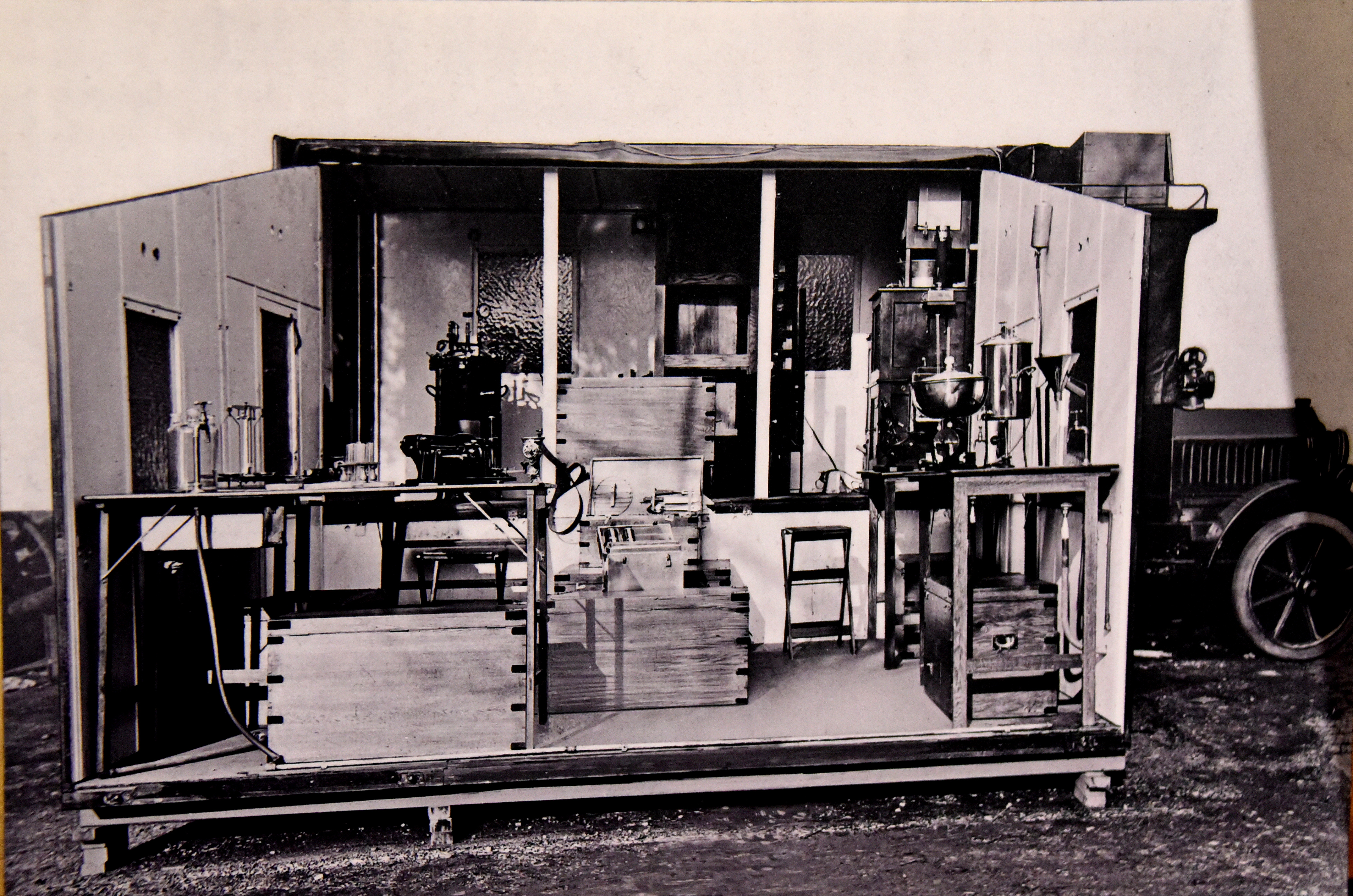
Interiör i mobilt fältlaboratorium, Khartoum, Sudan, c. 1918. The lab was part of Henry Wellcome's work. Unknown photographer. The Wellcome Collection, London.
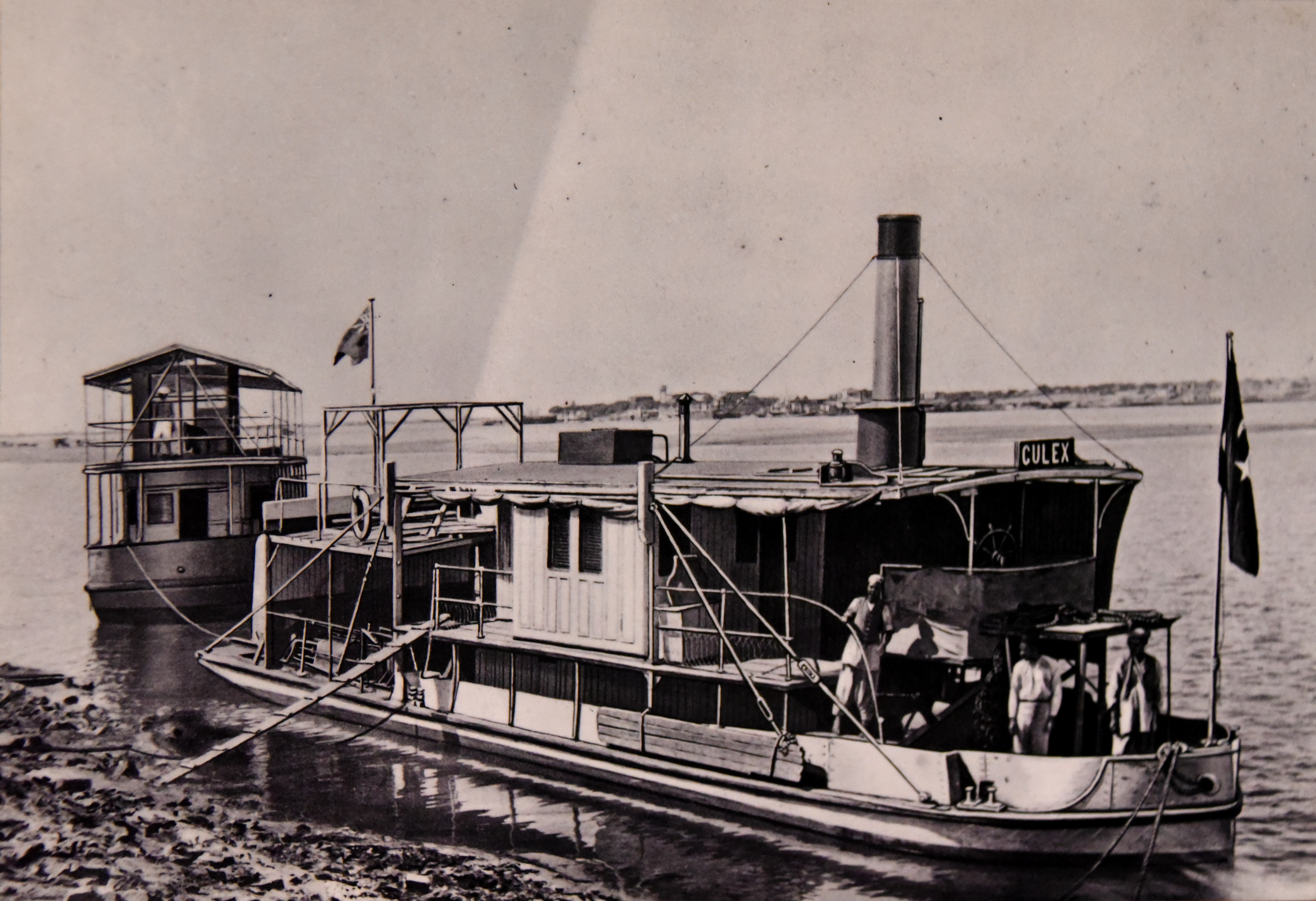
Flytande laboratorium, Sudan, c. 1911. Laboratoriet var en del av Henry Wellcomes arbete. Unknown photographer. The Wellcome Collection, London.